# Pontins Professional 1977
Das Pontins Professional 1977 war ein professionelles Snooker-Einladungsturnier im Rahmen der Saison 1976/77. Das Turnier wurde vom 30. April bis zum 7. Mai 1977 im Pontins Prestatyn Sands Holiday Park, einem Pontins-Freizeitpark im nordwalisischen Seebad Prestatyn, ausgetragen. Sieger wurde erstmals John Spencer, der in einem rein englischen Finale John Pulman mit 7:5 besiegte. Zugleich spielte er mit einem 96er-Break das wahrscheinlich höchste Break des Turnieres.

## Preisgeld
Wie schon bei den Ausgaben zuvor trat das Inhaber-Unternehmen des Austragungsortes, Pontins, als Sponsor in Erscheinung. Im Vergleich zum Vorjahr erhöhte sich das Preisgeld um 1.000 Pfund Sterling auf 3.500 £, von denen mit 1.500 £ etwas weniger als die Hälfte auf den Sieger entfiel.
|              | Preisgeld |
| ------------ | --------- |
| Sieger       | 1.500 £   |
| Finalist     | 500 £     |
| Halbfinalist | 250 £     |
| Gruppenphase | 125 £     |
| Insgesamt    | 3.500 £   |

## Turnierverlauf
Im Vergleich zum Vorjahr stieg mit dieser Ausgabe die Teilnehmerzahl auf zwölf Spieler. Das Turnier startete mit einer Gruppenphase, in der in zwei Sechser-Gruppen ein einfaches Rundenturnier ausgespielt wurde. Die beiden besten Spieler jeder Gruppe trafen anschließend in einem Play-off-Spiel aufeinander, von dem die Sieger aus ins Endspiel einzogen. Nachdem die Gruppenspiele im Modus Best of 5 Frames und die Play-offs im Modus Best of 3 Frames gespielt wurden, wurde das Endspiel im Modus Best of 13 Frames ausgetragen.

### Gruppenphase

#### Gruppe A
| Platz | Spieler       | Partien | S | N | Frames | Diff. | Pkt |
| ----- | ------------- | ------- | - | - | ------ | ----- | --- |
| 1     | Graham Miles  | 5       | 3 | 2 | 11:7   | +4    | 6   |
| 2     | John Spencer  | 5       | 3 | 2 | 11:8   | +3    | 6   |
| 3     | Dennis Taylor | 5       | 3 | 2 | 10:8   | +2    | 6   |
| 4     | Ray Reardon   | 5       | 3 | 2 | 9:7    | +2    | 6   |
| 5     | Perrie Mans   | 5       | 2 | 3 | 9:11   | −2    | 4   |
| 6     | Willie Thorne | 5       | 1 | 4 | 4:13   | −9    | 2   |

| Spiel | Spieler 1     | Ergebnis | Spieler 2     |
| ----- | ------------- | -------- | ------------- |
| 1     | Perrie Mans   | 13:13    | Dennis Taylor |
| 2     | Perrie Mans   | 13:13    | Willie Thorne |
| 3     | Graham Miles  | 03:03    | Willie Thorne |
| 4     | Graham Miles  | 03:03    | Ray Reardon   |
| 5     | Graham Miles  | 13:13    | Perrie Mans   |
| 6     | Ray Reardon   | 03:03    | Dennis Taylor |
| 7     | Ray Reardon   | 03:03    | Willie Thorne |
| 8     | Ray Reardon   | 13:13    | Perrie Mans   |
| 9     | John Spencer  | 03:03    | Ray Reardon   |
| 10    | John Spencer  | 13:13    | Graham Miles  |
| 11    | John Spencer  | 13:13    | Perrie Mans   |
| 12    | Dennis Taylor | 03:03    | Willie Thorne |
| 13    | Dennis Taylor | 13:13    | Graham Miles  |
| 14    | Dennis Taylor | 13:13    | John Spencer  |
| 15    | Willie Thorne | 13:13    | John Spencer  |

#### Gruppe B
| Platz | Spieler        | Partien | S | N | Frames | Diff. | Pkt |
| ----- | -------------- | ------- | - | - | ------ | ----- | --- |
| 1     | Cliff Thorburn | 5       | 4 | 1 | 12:7   | +5    | 8   |
| 2     | John Pulman    | 5       | 3 | 2 | 12:7   | +5    | 8   |
| 3     | Fred Davis     | 5       | 2 | 3 | 10:11  | −1    | 4   |
| 4     | Doug Mountjoy  | 5       | 2 | 3 | 9:11   | −2    | 4   |
| 5     | Eddie Charlton | 5       | 2 | 3 | 8:11   | −3    | 4   |
| 6     | Rex Williams   | 5       | 1 | 4 | 9:13   | −4    | 2   |

| Spiel | Spieler 1      | Ergebnis | Spieler 2      |
| ----- | -------------- | -------- | -------------- |
| 1     | Eddie Charlton | 13:13    | Doug Mountjoy  |
| 2     | Eddie Charlton | 13:13    | Fred Davis     |
| 3     | Fred Davis     | 03:03    | Cliff Thorburn |
| 4     | Fred Davis     | 23:23    | Rex Williams   |
| 5     | Doug Mountjoy  | 13:13    | Fred Davis     |
| 6     | Doug Mountjoy  | 13:13    | Rex Williams   |
| 7     | John Pulman    | 03:03    | Eddie Charlton |
| 8     | John Pulman    | 13:13    | Doug Mountjoy  |
| 9     | John Pulman    | 13:13    | Rex Williams   |
| 10    | John Pulman    | 23:23    | Fred Davis     |
| 11    | Cliff Thorburn | 03:03    | John Pulman    |
| 12    | Cliff Thorburn | 13:13    | Doug Mountjoy  |
| 13    | Cliff Thorburn | 13:13    | Eddie Charlton |
| 14    | Cliff Thorburn | 23:23    | Rex Williams   |
| 15    | Rex Williams   | 13:13    | Eddie Charlton |

### Play-offs
| Spiel | Spieler 1           | Ergebnis | Spieler 2         |
| ----- | ------------------- | -------- | ----------------- |
| 1     | (A1) Graham Miles   | 20:20    | John Spencer (A2) |
| 2     | (B1) Cliff Thorburn | 21:21    | John Pulman (B2)  |

### Finale
Der Engländer John Spencer hatte direkt vorm Start des Turnieres die Snookerweltmeisterschaft 1977 und damit seinen dritten und letzten WM-Titel gewonnen. Dennoch brauchte er Glück in der Gruppenphase, als er als einer von vier Spielern mit drei Siegen seiner Gruppe dank seiner Frame-Differenz den zweiten Platz belegte und sich damit für die Play-offs qualifizierte. In diesem besiegte er Gruppensieger Graham Miles mit 2:0 und zog damit ins Endspiel ein. In diesem traf er auf John Pulman, der vor allem in den 1960er-Jahren acht Weltmeisterschaften gewonnen hatte und sich hier über Platz 2 seiner Gruppe für die Play-offs und dort mit einem 2:1-Sieg über Cliff Thorburn fürs Endspiel qualifiziert hatte. Für den Altmeister sollte es das letzte Endspiel seiner Karriere werden.
Spencer hatte den besseren Start und ging klar mit 3:0 in Führung, unter anderem dank eines 96er-Breaks, dem wahrscheinlich höchsten Break des Turnieres. Nachdem beide Spieler je einen (weiteren) Frame gewonnen hatten, gelang es Pulman, auf 4:4 und später auf 5:5 an Spencer heranzukommen bzw. auszugleichen. Doch dies nützte ihm nichts, als Spencer anschließend zwei Frames infolge gewann und damit das Spiel mit 7:5 für sich entschied.
| Finale: Best of 13 Frames Pontins-Freizeitpark, Prestatyn, Wales, 7. Mai 1977                |                |             |
| John Spencer                                                                                 | 7:5            | John Pulman |
| 69:49, 79:25, 96:16 (96), 49:77 (66), 92:16, 38:67, 53:65, 37:58, 59:51, 22:55, 66:59, 64:48 |                |             |
| 96                                                                                           | Höchstes Break | 66          |
| –                                                                                            | Century-Breaks | –           |
| 1                                                                                            | 50+-Breaks     | 1           |